# Piłka nożna w Anglii (1901/1902)
Sezon 1901/1902 był 31. w historii angielskiej piłki nożnej.

## Zwycięzcy poszczególnych rozgrywek klubowych w Anglii
| Rozgrywka       | Zwycięzca            |
| --------------- | -------------------- |
| First Division  | Sunderland           |
| Second Division | West Bromwich Albion |
| FA Cup          | Sheffield United     |

## Rozgrywki ligowe

### First Division
|    |                         | M  | Z  | R  | P  | B+ | B- | RB    | Pkt |
| -- | ----------------------- | -- | -- | -- | -- | -- | -- | ----- | --- |
| 1  | Sunderland              | 34 | 19 | 6  | 9  | 50 | 35 | 1.429 | 44  |
| 2  | Everton                 | 34 | 17 | 7  | 10 | 53 | 35 | 1.514 | 41  |
| 3  | Newcastle United        | 34 | 14 | 9  | 11 | 48 | 34 | 1.412 | 37  |
| 4  | Blackburn Rovers        | 34 | 15 | 6  | 13 | 52 | 48 | 1.083 | 36  |
| 5  | Nottingham Forest       | 34 | 13 | 9  | 12 | 43 | 43 | 1.000 | 35  |
| 6  | Derby County            | 34 | 13 | 9  | 12 | 39 | 41 | 0.951 | 35  |
| 7  | Bury                    | 34 | 13 | 8  | 13 | 44 | 38 | 1.158 | 34  |
| 8  | Aston Villa             | 34 | 13 | 8  | 13 | 42 | 40 | 1.050 | 34  |
| 9  | Sheffield Wednesday     | 34 | 13 | 8  | 13 | 48 | 52 | 0.923 | 34  |
| 10 | Sheffield United        | 34 | 13 | 7  | 14 | 53 | 48 | 1.104 | 33  |
| 11 | Liverpool               | 34 | 10 | 12 | 12 | 42 | 38 | 1.105 | 32  |
| 12 | Bolton Wanderers        | 34 | 12 | 8  | 14 | 51 | 56 | 0.911 | 32  |
| 13 | Notts County            | 34 | 14 | 4  | 16 | 51 | 57 | 0.895 | 32  |
| 14 | Wolverhampton Wanderers | 34 | 13 | 6  | 15 | 46 | 57 | 0.807 | 32  |
| 15 | Grimsby Town            | 34 | 13 | 6  | 15 | 44 | 60 | 0.733 | 32  |
| 16 | Stoke City              | 34 | 11 | 9  | 14 | 45 | 55 | 0.818 | 31  |
| 17 | Birmingham City         | 34 | 11 | 8  | 15 | 47 | 45 | 1.044 | 30  |
| 18 | Manchester City         | 34 | 11 | 6  | 17 | 42 | 58 | 0.724 | 28  |

### Second Division
|    |                      | M  | Z  | R  | P  | B+ | B- | RB    | Pkt |
| -- | -------------------- | -- | -- | -- | -- | -- | -- | ----- | --- |
| 1  | West Bromwich Albion | 34 | 25 | 5  | 4  | 82 | 29 | 2.828 | 55  |
| 2  | Middlesbrough        | 34 | 23 | 5  | 6  | 90 | 24 | 3.750 | 51  |
| 3  | Preston North End    | 34 | 18 | 6  | 10 | 71 | 32 | 2.219 | 42  |
| 4  | Woolwich Arsenal     | 34 | 18 | 6  | 10 | 50 | 26 | 1.923 | 42  |
| 5  | Lincoln City         | 34 | 14 | 13 | 7  | 45 | 35 | 1.286 | 41  |
| 6  | Bristol City         | 34 | 17 | 6  | 11 | 52 | 35 | 1.486 | 40  |
| 7  | Doncaster Rovers     | 34 | 13 | 8  | 13 | 49 | 58 | 0.845 | 34  |
| 8  | Glossop North End    | 34 | 10 | 12 | 12 | 36 | 40 | 0.900 | 32  |
| 9  | Burnley              | 34 | 10 | 10 | 14 | 41 | 45 | 0.911 | 30  |
| 10 | Burton United        | 34 | 11 | 8  | 15 | 46 | 54 | 0.852 | 30  |
| 11 | Barnsley             | 34 | 12 | 6  | 16 | 51 | 63 | 0.810 | 30  |
| 12 | Port Vale            | 34 | 10 | 9  | 15 | 43 | 59 | 0.729 | 29  |
| 13 | Blackpool            | 34 | 11 | 7  | 16 | 40 | 56 | 0.714 | 29  |
| 14 | Leicester City       | 34 | 12 | 5  | 17 | 38 | 56 | 0.679 | 29  |
| 15 | Manchester United    | 34 | 11 | 6  | 17 | 38 | 53 | 0.717 | 28  |
| 16 | Chesterfield         | 34 | 11 | 6  | 17 | 47 | 68 | 0.691 | 28  |
| 17 | Stockport County     | 34 | 8  | 7  | 19 | 36 | 72 | 0.500 | 23  |
| 18 | Gainsborough Trinity | 34 | 4  | 11 | 19 | 30 | 80 | 0.375 | 19  |

M = rozegrane mecze; Z = zwycięstwa; R = remisy; P = porażki; B+ = bramki zdobyte; B- = bramki stracone; RB = stosunek bramek zdobytych do bramek straconych; Pkt = punkty